# Atlanta Falcons
Atlanta Falcons – zawodowy zespół futbolu amerykańskiego z siedzibą w miejscowości w Atlancie, w stanie Georgia. Drużyna jest obecnie członkiem Dywizji Południowej NFC w lidze NFL. Zespół przystąpił do rozgrywek w lidze NFL w 1966 roku. Największe osiągnięcia to zwycięstwo konferencji w 1998 (NFC), 3-krotne zwycięstwo w dywizji, 2004 w południowej, 2 razy na zachodzie w 1980 i w 1998.
Zawodnicy polskiego pochodzenia w Falcons: Steve Bartkowski (1975-1985), Mike Kenn (1978-1994), Brian Kozlowski (1997-2003), Mark Rypien (1998), Jeff Jagodzinski (2004-2005), Dan Klecko (2010), Gino Gradkowski (2015), Carter Bykowski (2016-).

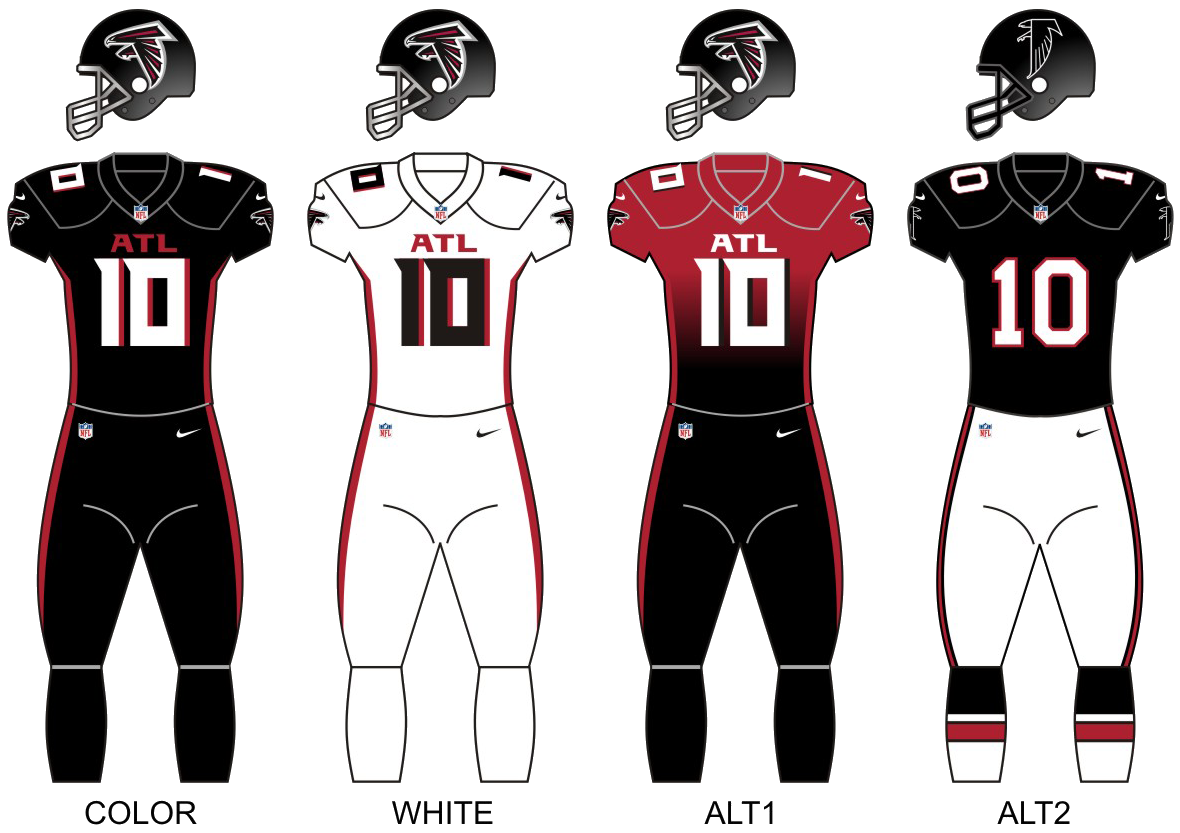
Stroje